# Papp Oszkár
Papp Oszkár (Budapest, 1925. augusztus 11. – Budapest, 2011. augusztus 12.) Kossuth-díjas magyar festő, tűzzománcművész, művészetszervező.

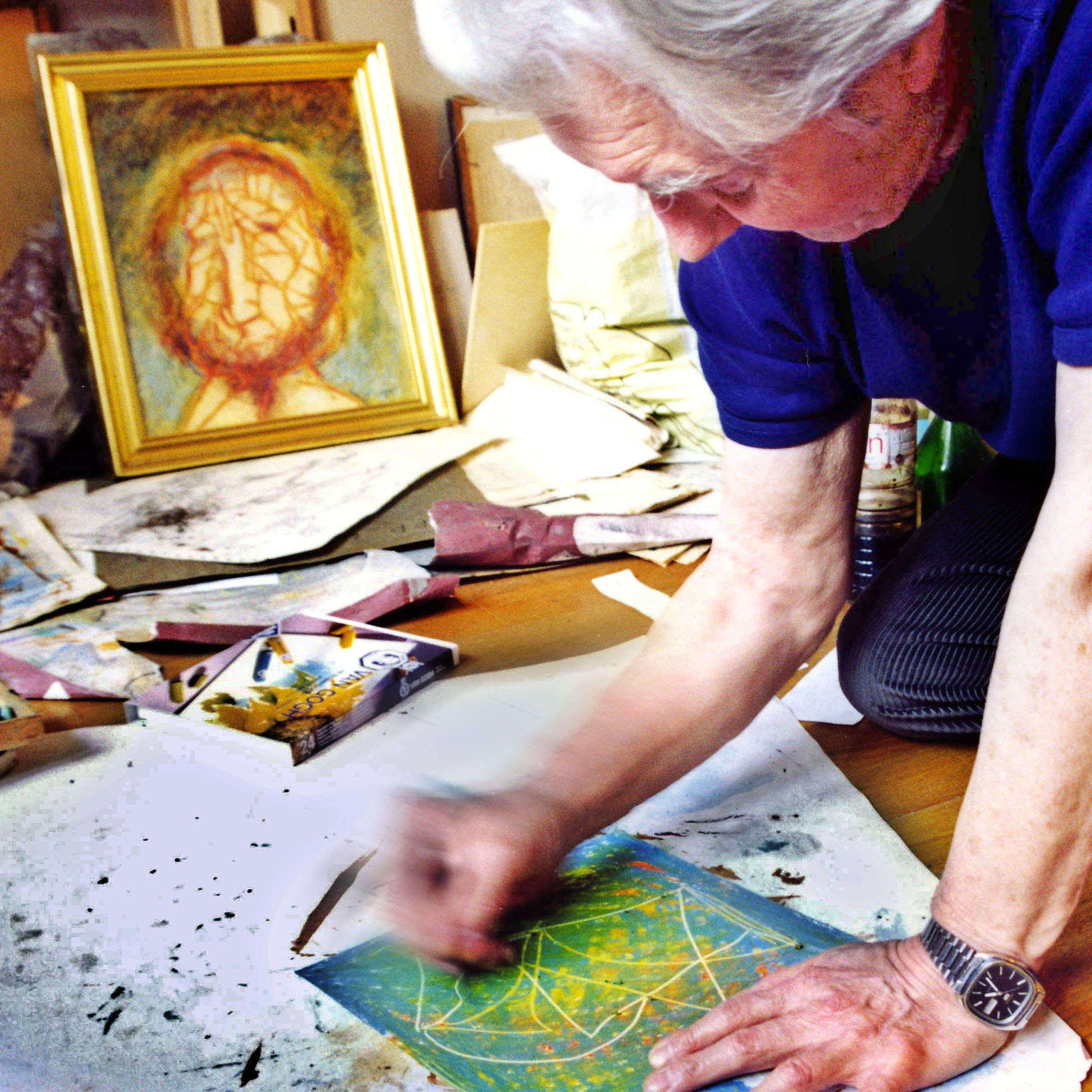
Papp Oszkár munka közben, 2003-ban

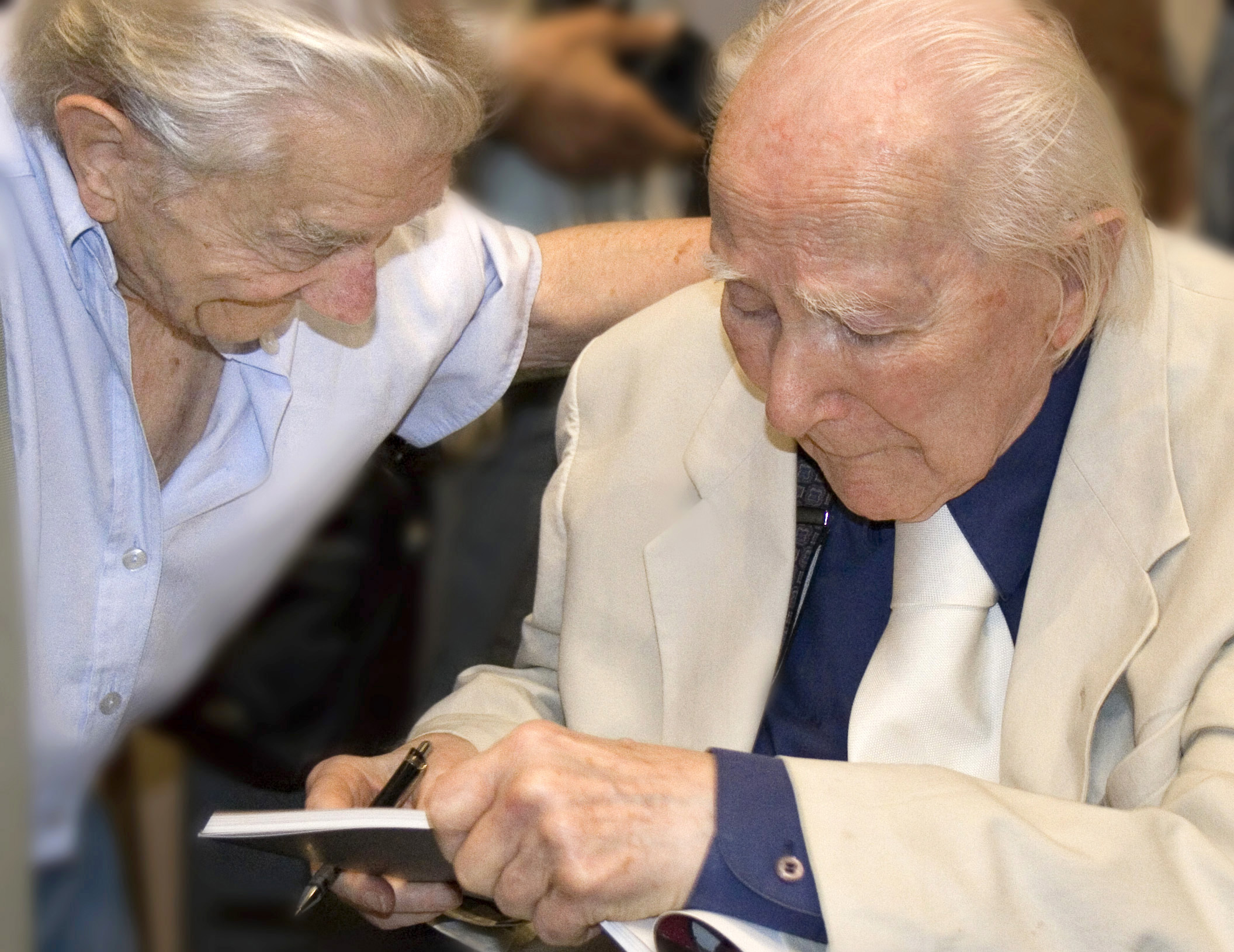
Papp Oszkárnak dedikálja 105-dik születésnapján megjelent kötetét Lossonczy Tamás 2009. augusztus 12-én, a Nemzeti Galériában

## Életútja, munkássága
1942–1944 között Örkényi Strasser István magániskolájában tanult, majd tanulmányokat folytatott a budapesti Képzőművészeti Főiskolán, ahol Bencze László, Bernáth Aurél, Szőnyi István voltak a mesterei. Korán megnyilvánult művelődés-szervezői érdeklődése, még a háború alatt csatlakozott a Muharay Elemér által vezetett színjátszó népi együtteshez. 1945-ben diplomázott.
1947–1949 között a Dési Huber István népi kollégium titkára, majd igazgatójaként működött. 1947-ben a prágai Világifjúsági Találkozó-küldöttségnek tagja, 1948-ban a NÉKOSZ együttessel látogatott Párizsba. 1950–1975 között falképeket és mozaikokat restaurált a Műemlékvédelmi Hivatal megbízásából. Művészetszervezőként az amatőr művészeti csoportok munkáját támogatta. 1976–1980 között a Népművelési Intézetben, 1980-tól a Művelődéskutató Intézetben dolgozott.
Színházi díszlettervezőként is kipróbálta magát, 1965-ben a Pécsi Balett, 1971-ben a Radnóti Színpadnak tervezett díszleteket. 1947–1983 között közreadott publikációiban a képzőművészet, a művészeti nevelés, az amatőr művészeti mozgalom kérdéseivel foglalkozott. A kortárs magyar művészetben sokfelé tájékozódott, különböző műfajokkal, technikákkal kísérletezett, jelentős eredményeket a tűzzománccal ért el és van számos jeles könyvillusztrációja és animációs filmje.
Indulásakor az absztrakt-szürreális (Szürenon) törekvésekhez kötődött, hatott látásmódjára Kállai Ernő és Hamvas Béla világszemlélete, később egyre inkább a természet és a természetes folyamatok kutatása felé fordult. Érdeklődésének másik területe a mitológia világa, az 1970-es évektől készült sorozataiban a mikrovilág és mitológiai világ szintézisére törekszik.
1965 óta kiállító művész, számos egyéni és csoportos kiállításon megmérettette alkotásait, közgyűjtemények őrzik műveit, köztük a Magyar Nemzeti Galéria, a pécsi Janus Pannonius Múzeum, a székesfehérvári Szent István Király Múzeum, a Kecskeméti Képtár, a Petőfi Irodalmi Múzeum.

## Díjak, elismerések
- Herczeg Klára-díj (1998)
- Érdemes művész (1999)
- A Magyar Köztársasági Érdemrend lovagkeresztje (2008)
- Kossuth-díj (2010)